# La spiaggia (film 1999)
La spiaggia è un film italiano del 1999 diretto da Mauro Cappelloni.